# Variosea
Variosea es una clase de protistas del filo Amoebozoa que incluye amebas aerobias que viven en el suelo y agua dulce, así como a los mohos mucilaginosos del orden Protosteliida antiguamente clasificados entre los mixomicetos. Es un grupo poco conocido, morfológicamente diverso y establecido sobre la base de análisis moleculares, que incluye tanto amebas aplanadas con subseudopodios (Filamoeba, Flamella) como formas con reticulopodios (Acramoeba, Grellamoeba). Algunas especies no presentan flagelos (Varipodida), pero otras son uniflageladas o multiflageladas (Multicilia, Phalansterium). El orden Protosteliida incluye amebas formadoras de mohos mucilaginosos. En los análisis filogenéticos aparecen como un grupo hermano de Mycetozoa y Archamoebae constituyendo el subfilo Conosa.

## Filogenia
Las relaciones filogenéticas serían las siguientes:
|  | Phalansteriida                                               |
|  |                                                              |
|  | \| \| Varipodida \| \| \| \| \| \| Protosteliida \| \| \| \| |
|  |                                                              |
|  | Varipodida                                                   |
|  |                                                              |
|  | Protosteliida                                                |
|  |                                                              |

|  | Varipodida    |
|  |               |
|  | Protosteliida |
|  |               |

|  | Phalansteriida                                               |
|  |                                                              |
|  | \| \| Varipodida \| \| \| \| \| \| Protosteliida \| \| \| \| |
|  |                                                              |
|  | Varipodida                                                   |
|  |                                                              |
|  | Protosteliida                                                |
|  |                                                              |

|  | Varipodida    |
|  |               |
|  | Protosteliida |
|  |               |

|  | Phalansteriida                                               |
|  |                                                              |
|  | \| \| Varipodida \| \| \| \| \| \| Protosteliida \| \| \| \| |
|  |                                                              |
|  | Varipodida                                                   |
|  |                                                              |
|  | Protosteliida                                                |
|  |                                                              |

|  | Varipodida    |
|  |               |
|  | Protosteliida |
|  |               |

|  | Phalansteriida                                               |
|  |                                                              |
|  | \| \| Varipodida \| \| \| \| \| \| Protosteliida \| \| \| \| |
|  |                                                              |
|  | Varipodida                                                   |
|  |                                                              |
|  | Protosteliida                                                |
|  |                                                              |

|  | Varipodida    |
|  |               |
|  | Protosteliida |
|  |               |

|  | Phalansteriida                                               |
|  |                                                              |
|  | \| \| Varipodida \| \| \| \| \| \| Protosteliida \| \| \| \| |
|  |                                                              |
|  | Varipodida                                                   |
|  |                                                              |
|  | Protosteliida                                                |
|  |                                                              |

|  | Varipodida    |
|  |               |
|  | Protosteliida |
|  |               |

|  | Phalansteriida                                               |
|  |                                                              |
|  | \| \| Varipodida \| \| \| \| \| \| Protosteliida \| \| \| \| |
|  |                                                              |
|  | Varipodida                                                   |
|  |                                                              |
|  | Protosteliida                                                |
|  |                                                              |

|  | Varipodida    |
|  |               |
|  | Protosteliida |
|  |               |

|  | Phalansteriida                                               |
|  |                                                              |
|  | \| \| Varipodida \| \| \| \| \| \| Protosteliida \| \| \| \| |
|  |                                                              |
|  | Varipodida                                                   |
|  |                                                              |
|  | Protosteliida                                                |
|  |                                                              |

|  | Varipodida    |
|  |               |
|  | Protosteliida |
|  |               |

|  | Phalansteriida                                               |
|  |                                                              |
|  | \| \| Varipodida \| \| \| \| \| \| Protosteliida \| \| \| \| |
|  |                                                              |
|  | Varipodida                                                   |
|  |                                                              |
|  | Protosteliida                                                |
|  |                                                              |

|  | Varipodida    |
|  |               |
|  | Protosteliida |
|  |               |

## Taxonomía
La taxonomía sería la siguiente según Cavalier-Smith (2016):
- Orden Holomastigida
  - Familia Multiciliidae
    - Multicilia
- Orden Artodiscida
  - Familia Artodiscidae
    - Artodiscus
    - Tetracilia
- Orden Protosteliida
  - Familia Cavosteliidae
    - Cavostelium
    - Schizoplasmodiopsis
    - Tychosporium

  - Familia Protosteliidae
    - Protostelium
    - Planoprotostelium

  - Familia Soliformovidae
    - Soliformovum
    - Grellamoeba

  - Familia Schizoplasmodiidae
    - Ceratiomyxella
    - Schizoplasmodium
    - Nematostelium
- Orden Phalansteriida
  - Familia Phalansteriidae
    - Phalansterium

  - Familia Rhizomonadidae
    - Rhizomonas

  - Familia Dictyamoebidae
    - Dictyamoeba

  - Familia Arboramoebidae
    - Arboramoeba

  - Familia Rigidomastigidae
    - Rigidomastix

  - Familia Trichonemidae
    - Trichonema
    - Mitophora
- Orden Ramamoebida
  - Familia Angulamoebidae
    - Angulamoeba

  - Familia Ischnamoebidae
    - Ischnamoeba
    - Darbyshirella

  - Familia Acramoebidae
    - Acramoeba
    - Grellamoeba
- Orden Varipodida
  - Familia Filamoebidae
    - Filamoeba
    - Heliamoeba

  - Familia Flamellidae
    - Flamella
    - Telaepolella